# Bagoas
Bagoas (grč. Βαγώας, staroperz. Bagoi) bio je perzijski eunuh koji je postao najbliži suradnik kralja Artakserksa III.
Naklonost kralja je stekao uspješnim regrutiranjem grčkog najamničkog vođe Mentora s Rodosa, koji je ispočetka služio pobunjenim Sidonjanima, da bi na kraju prešao na stranu na perzijskog kralja. Zajedno s njim je ugušio pobunu, a potom godine 343. pr. Kr. uspješno dovršio pohod na Egipat, kojim je on ponovo postao perzijska satrapija. Antički izvori navode kako je Bagoas tada organizirao masovne pljačke egipatskih hramova. Za uspjeh pokoravanja Egipta Artakserkso III. ga je nagradio titulom super-satrapa s vlašću nad istočnim provincijama.
Antički izvori, prije svega Diodor sa Sicilije, tvrde kako je Bagoas otrovao kralja, a potom služio kao regent mladom Artakserksu IV. Potom je i njega dao otrovati, a na vlast je potom došao princ Artašata, koji je mrzio eunuhe. Artašata, okrunjen pod imenom Darije III., doznao je da i njemu Bagoas radi o glavi, te da je 336. pr. Kr. natjerao da sam popije otrov koji mu je bio spremio.
Plutarh spominje kako je Aleksandar Makedonski sumnjičio Bagoasa da stoji iza atentata na njegovog oca Filipa II. U svakom slučaju, Bagoasove likvidacije dva perzijska kralja su u mnogo čemu oslabile carstvo, te olakšale Aleksandru pohod koji će završiti nestankom Ahemenidskog Carstva.

## Poveznice
- Ahemenidsko Perzijsko Carstvo
- Artakserkso III.
- Artakserkso IV.
- Darije III.
- Aleksandar Makedonski

## Vanjske poveznice
- Bagoas (Livius.org)  Arhivirana inačica izvorne stranice od 20. prosinca 2012. (Wayback Machine)
- Enciklopedija Britannica: Bagoas